# Liga Nogometnog saveza područja Vukovar 1971./72.
Liga Nogometnog saveza područja Vukovar također i kao Područna liga Vukovar, Područna liga NSP Vukovar je bila liga četvrtog stupnja nogometnog prvenstva Jugoslavije u sezoni 1971./72. 
 
Sudjelovalo je 14 klubova, a prvak je bio klub "Sremac" iz Bogdanovaca.  

## Ljestvica
| mj. | klub                | ut. | pob. | ner. | por. | gol+ | gol- | bod |
| --- | ------------------- | --- | ---- | ---- | ---- | ---- | ---- | --- |
| 1.  | Sremac Bogdanovci   | 26  | 19   | 3    | 4    | 84   | 43   | 41  |
| 2.  | Fruškogorac Ilok    | 26  | 17   | 2    | 7    | 102  | 42   | 36  |
| 3.  | Negoslavci          | 26  | 15   | 5    | 6    | 47   | 39   | 35  |
| 4.  | Partizan Lovas      | 26  | 12   | 6    | 8    | 72   | 46   | 30  |
| 5.  | Radnički Vukovar    | 26  | 12   | 3    | 11   | 57   | 57   | 27  |
| 6.  | Sinđelić Trpinja    | 26  | 11   | 4    | 11   | 64   | 55   | 26  |
| 7.  | Građevinar Vukovar  | 26  | 10   | 4    | 12   | 22   | 51   | 24  |
| 8.  | Hajduk Tovarnik     | 26  | 9    | 5    | 12   | 48   | 58   | 23  |
| 9.  | Zadrugar Čakovci    | 26  | 9    | 5    | 12   | 46   | 50   | 23  |
| 10. | Sloga Pačetin       | 26  | 7    | 8    | 11   | 46   | 58   | 22  |
| 11. | Borac Bobota        | 26  | 9    | 4    | 13   | 48   | 53   | 22  |
| 12. | Bršadin             | 26  | 11   | 0    | 15   | 40   | 61   | 22  |
| 13. | Mladost Svinjarevci | 26  | 9    | 4    | 13   | 40   | 62   | 22  |
| 14. | Šarengrad           | 26  | 4    | 3    | 19   | 22   | 93   | 11  |

## Rezultatska križaljka
| kratica | klub                | BOR | BRŠ | FRU | GRA | HAJ | MLA | NEG | PAR | RAD | SIN | SLO | SRE | ŠAR | ZAD |
| --- | ------------------- | --- | --- | --- | --- | --- | --- | --- | --- | --- | --- | --- | --- | --- | --- |
| BOR | Borac Bobota        |     |     |     |     |     |     |     |     |     |     |     |     |     |     |
| BRŠ | Bršadin             |     |     |     |     |     |     |     |     |     |     |     |     |     |     |
| FRU | Fruškogorac Ilok    |     |     |     |     |     |     |     |     |     |     |     |     |     |     |
| GRA | Građevinar Vukovar  |     |     |     |     |     |     |     |     |     |     |     |     |     |     |
| HAJ | Hajduk Tovarnik     |     |     |     |     |     |     |     |     |     |     |     |     |     |     |
| MLA | Mladost Svinjarevci |     |     |     |     |     |     |     |     |     |     |     |     |     |     |
| NEG | Negoslavci          |     |     |     |     |     |     |     |     |     |     |     |     |     |     |
| PAR | Partizan Lovas      |     |     |     |     |     |     |     |     |     |     |     |     |     |     |
| RAD | Radnički Vukovar    |     |     |     |     |     |     |     |     |     |     |     |     |     |     |
| SIN | Sinđelić Trpinja    |     |     |     |     |     |     |     |     |     |     |     |     |     |     |
| SLO | Sloga Pačetin       |     |     |     |     |     |     |     |     |     |     |     |     |     |     |
| SRE | Sremac Bogdanovci   |     |     |     |     |     |     |     |     |     |     |     |     |     |     |
| ŠAR | Šarengrad           |     |     |     |     |     |     |     |     |     |     |     |     |     |     |
| ZAD | Zadrugar Čakovci    |     |     |     |     |     |     |     |     |     |     |     |     |     |     |
| |                     |     |     |     |     |     |     |     |     |     |     |     |     |     |     |
| podebljan rezultat - utakmice od 1. do 13. kola (1. utakmica između klubova) rezultat normalne debljine - utakmice od 14. do 26. kola (2. utakmica između klubova) rezultat nakošen - nije vidljiv redoslijed odigravanja međusobnih utakmica iz dostupnih izvora rezultat smanjen * - iz dostupnih izvora nije uočljiv domaćin susreta prekrižen rezultat - poništena ili brisana utakmica p - utakmica prekinuta 3:0 p.f. / 0:3 p.f. - rezultat 3:0 bez borbe |                     |     |     |     |     |     |     |     |     |     |     |     |     |     |     |

 Izvori:

## Unutrašnje poveznice
- Slavonska zona - Podravska skupina 1971./72.